# Város-kút (Budapest)
Város-kút (en français : « puits de la ville ») est le nom d'une source chaude située dans le 12e arrondissement de Budapest.